# Jack McGlynn
Jack McGlynn (Middle Village, 7 luglio 2003) è un calciatore statunitense, centrocampista dello Houston Dynamo e della nazionale Under-20 statunitense.

## Carriera

### Club

#### Philadelphia Union
Cresciuto nel settore giovanile del Philadelphia Union, nell'agosto 2020 firma il suo primo contratto professionistico in vista della stagione successiva; debutta in prima squadra il 15 aprile 2021 in occasione dell'incontro di CONCACAF Champions League vinto 4-0 contro il Saprissa.
Il 4 febbraio 2025 viene trasferito allo Houston Dynamo, lasciando Philadelphia dopo 135 partite giocate e otto reti realizzate tra tutte le competizioni.

### Nazionale
Il 10 maggio 2023, è stato incluso da Mikey Varas nella rosa della nazionale Under-20 statunitense partecipante al Mondiale di categoria in Argentina.
Il 5 gennaio 2024 viene convocato per la prima volta in nazionale maggiore, con cui ha debuttato quindici giorni dopo nella partita amichevole persa in casa per 0-1 contro la Slovenia subentrando a Josh Atencio.
Il 18 gennaio 2025 ha realizzato la sua prima rete per gli Stati Uniti nell'amichevole vinta per 3-1 contro Venezuela.

## Statistiche

### Presenze e reti nei club
Statistiche aggiornate al 4 luglio 2025.
| Stagione                     | Squadra                      | Campionato                   | Campionato | Campionato | Coppe nazionali | Coppe nazionali | Coppe nazionali | Coppe continentali | Coppe continentali | Coppe continentali | Altre coppe | Altre coppe | Altre coppe | Totale | Totale |
| Stagione                     | Squadra                      | Comp                         | Pres       | Reti       | Comp            | Pres            | Reti            | Comp               | Pres               | Reti               | Comp        | Pres        | Reti        | Pres   | Reti   |
| ---------------------------- | ---------------------------- | ---------------------------- | ---------- | ---------- | --------------- | --------------- | --------------- | ------------------ | ------------------ | ------------------ | ----------- | ----------- | ----------- | ------ | ------ |
| 2020                         | Philadelphia Union II        | USL                          | 14         | 5          |                 | -               | -               |                    | -                  | -                  |             | -           | -           | 14     | 5      |
| 2022                         | Philadelphia Union II        | MLSNP                        | 5          | 1          |                 | -               | -               |                    | -                  | -                  |             | -           | -           | 5      | 1      |
| Totale Philadelphia Union II | Totale Philadelphia Union II | Totale Philadelphia Union II | 19         | 6          |                 | -               | -               |                    | -                  | -                  |             | -           | -           | 19     | 6      |
| 2021                         | Philadelphia Union           | MLS                          | 19+3       | 0          |                 | -               | -               | CCL                | 3                  | 0                  |             | -           | -           | 25     | 0      |
| 2022                         | Philadelphia Union           | MLS                          | 23+3       | 1+0        | USOC            | 1               | 0               | -                  | -                  | -                  |             | -           | -           | 27     | 1      |
| 2023                         | Philadelphia Union           | MLS                          | 27+3       | 2+0        | USOC            | 1               | 0               | CCL                | 6                  | 0                  | LC          | 7           | 1           | 44     | 3      |
| 2024                         | Philadelphia Union           | MLS                          | 30         | 4          |                 | -               | -               | CCL                | 4                  | 0                  | LC          | 5           | 0           | 39     | 4      |
| Totale Philadelphia Union    | Totale Philadelphia Union    | Totale Philadelphia Union    | 108        | 7          |                 | 2               | 0               |                    | 13                 | 0                  |             | 12          | 1           | 135    | 8      |
| 2025                         | Houston Dynamo               | MLS                          | 16         | 2          | USOC            | 2               | 1               |                    | -                  | -                  | LC          | -           | -           | 18     | 3      |
| Totale carriera              | Totale carriera              | Totale carriera              | 143        | 15         |                 | 4               | 1               |                    | 13                 | 0                  |             | 12          | 1           | 172    | 17     |

### Cronologia presenze e reti in nazionale
| Cronologia completa delle presenze e delle reti in nazionale ― Stati Uniti | Cronologia completa delle presenze e delle reti in nazionale ― Stati Uniti | Cronologia completa delle presenze e delle reti in nazionale ― Stati Uniti | Cronologia completa delle presenze e delle reti in nazionale ― Stati Uniti | Cronologia completa delle presenze e delle reti in nazionale ― Stati Uniti | Cronologia completa delle presenze e delle reti in nazionale ― Stati Uniti | Cronologia completa delle presenze e delle reti in nazionale ― Stati Uniti | Cronologia completa delle presenze e delle reti in nazionale ― Stati Uniti |
| Data                                                                       | Città                                                                      | In casa                                                                    | Risultato                                                                  | Ospiti                                                                     | Competizione                                                               | Reti                                                                       | Note                                                                       |
| -------------------------------------------------------------------------- | -------------------------------------------------------------------------- | -------------------------------------------------------------------------- | -------------------------------------------------------------------------- | -------------------------------------------------------------------------- | -------------------------------------------------------------------------- | -------------------------------------------------------------------------- | -------------------------------------------------------------------------- |
| 20-1-2024                                                                  | San Antonio                                                                | Stati Uniti                                                                | 0 – 1                                                                      | Slovenia                                                                   | Amichevole                                                                 | -                                                                          | 61’                                                                        |
| 18-1-2025                                                                  | Fort Lauderdale                                                            | Stati Uniti                                                                | 3 – 1                                                                      | Venezuela                                                                  | Amichevole                                                                 | 1                                                                          |                                                                            |
| 23-1-2025                                                                  | Orlando                                                                    | Stati Uniti                                                                | 3 – 0                                                                      | Costa Rica                                                                 | Amichevole                                                                 | -                                                                          | 46’ 69’                                                                    |
| 20-3-2025                                                                  | Inglewood                                                                  | Stati Uniti                                                                | 0 – 1                                                                      | Panama                                                                     | CONCACAF Nations League 2024-2025 - Semifinale                             | -                                                                          | 68’                                                                        |
| 7-6-2025                                                                   | East Hartford                                                              | Stati Uniti                                                                | 1 – 2                                                                      | Turchia                                                                    | Amichevole                                                                 | 1                                                                          | 65’                                                                        |
| 15-6-2025                                                                  | San Jose                                                                   | Stati Uniti                                                                | 5 – 0                                                                      | Trinidad e Tobago                                                          | Gold Cup 2025 - 1º turno                                                   | -                                                                          | 74’                                                                        |
| 19-6-2025                                                                  | Austin                                                                     | Arabia Saudita                                                             | 0 – 1                                                                      | Stati Uniti                                                                | Gold Cup 2025 - 1º turno                                                   | -                                                                          | 62’                                                                        |
| 22-6-2025                                                                  | Arlington                                                                  | Stati Uniti                                                                | 2 – 1                                                                      | Haiti                                                                      | Gold Cup 2025 - 1° turno                                                   | -                                                                          | 70’                                                                        |
| 29-6-2025                                                                  | Minneapolis                                                                | Stati Uniti                                                                | 2 – 2 (4 – 3 dtr)                                                          | Costa Rica                                                                 | Gold Cup 2025 - Quarti di finale                                           | -                                                                          | 83’                                                                        |
| 2-7-2025                                                                   | St. Louis                                                                  | Stati Uniti                                                                | 2 – 1                                                                      | Guatemala                                                                  | Gold Cup 2025 - Semifinale                                                 | -                                                                          | 77’                                                                        |
| 6-7-2025                                                                   | Houston                                                                    | Stati Uniti                                                                | 1 – 2                                                                      | Messico                                                                    | Gold Cup 2025 - Finale                                                     | -                                                                          | 82’                                                                        |
| Totale                                                                     |                                                                            | Presenze                                                                   | 11                                                                         |                                                                            | Reti                                                                       | 2                                                                          |                                                                            |

| Cronologia completa delle presenze e delle reti in nazionale ― Stati Uniti olimpica | Cronologia completa delle presenze e delle reti in nazionale ― Stati Uniti olimpica | Cronologia completa delle presenze e delle reti in nazionale ― Stati Uniti olimpica | Cronologia completa delle presenze e delle reti in nazionale ― Stati Uniti olimpica | Cronologia completa delle presenze e delle reti in nazionale ― Stati Uniti olimpica | Cronologia completa delle presenze e delle reti in nazionale ― Stati Uniti olimpica | Cronologia completa delle presenze e delle reti in nazionale ― Stati Uniti olimpica | Cronologia completa delle presenze e delle reti in nazionale ― Stati Uniti olimpica |
| Data                                                                                | Città                                                                               | In casa                                                                             | Risultato                                                                           | Ospiti                                                                              | Competizione                                                                        | Reti                                                                                | Note                                                                                |
| ----------------------------------------------------------------------------------- | ----------------------------------------------------------------------------------- | ----------------------------------------------------------------------------------- | ----------------------------------------------------------------------------------- | ----------------------------------------------------------------------------------- | ----------------------------------------------------------------------------------- | ----------------------------------------------------------------------------------- | ----------------------------------------------------------------------------------- |
| 24-7-2024                                                                           | Marsiglia                                                                           | Francia olimpica                                                                    | 3 – 0                                                                               | Stati Uniti olimpica                                                                | Olimpiadi 2024 - 1º turno                                                           | -                                                                                   | 76’                                                                                 |
| 27-7-2024                                                                           | Marsiglia                                                                           | Nuova Zelanda olimpica                                                              | 1 – 4                                                                               | Stati Uniti olimpica                                                                | Olimpiadi 2024 - 1º turno                                                           | -                                                                                   | 35’                                                                                 |
| 30-7-2024                                                                           | Saint-Étienne                                                                       | Stati Uniti olimpica                                                                | 3 – 0                                                                               | Guinea olimpica                                                                     | Olimpiadi 2024 - 1º turno                                                           | -                                                                                   | 52’                                                                                 |
| 2-8-2024                                                                            | Parigi                                                                              | Marocco olimpica                                                                    | 4 – 0                                                                               | Stati Uniti olimpica                                                                | Olimpiadi 2024 - Quarti di finale                                                   | -                                                                                   | 15’ 71’                                                                             |
| Totale                                                                              |                                                                                     | Presenze                                                                            | 4                                                                                   |                                                                                     | Reti                                                                                | 0                                                                                   |                                                                                     |

| Cronologia completa delle presenze e delle reti in nazionale ― Stati Uniti under 23 | Cronologia completa delle presenze e delle reti in nazionale ― Stati Uniti under 23 | Cronologia completa delle presenze e delle reti in nazionale ― Stati Uniti under 23 | Cronologia completa delle presenze e delle reti in nazionale ― Stati Uniti under 23 | Cronologia completa delle presenze e delle reti in nazionale ― Stati Uniti under 23 | Cronologia completa delle presenze e delle reti in nazionale ― Stati Uniti under 23 | Cronologia completa delle presenze e delle reti in nazionale ― Stati Uniti under 23 | Cronologia completa delle presenze e delle reti in nazionale ― Stati Uniti under 23 |
| Data                                                                                | Città                                                                               | In casa                                                                             | Risultato                                                                           | Ospiti                                                                              | Competizione                                                                        | Reti                                                                                | Note                                                                                |
| ----------------------------------------------------------------------------------- | ----------------------------------------------------------------------------------- | ----------------------------------------------------------------------------------- | ----------------------------------------------------------------------------------- | ----------------------------------------------------------------------------------- | ----------------------------------------------------------------------------------- | ----------------------------------------------------------------------------------- | ----------------------------------------------------------------------------------- |
| 12-10-2023                                                                          | Phoenix                                                                             | Stati Uniti under 23                                                                | 2 – 1                                                                               | Messico under 23                                                                    | Amichevole                                                                          | -                                                                                   | 60’                                                                                 |
| 18-10-2023                                                                          | Phoenix                                                                             | Stati Uniti under 23                                                                | 4 – 1                                                                               | Giappone under 23                                                                   | Amichevole                                                                          | -                                                                                   | 63’                                                                                 |
| 18-11-2023                                                                          | San Pedro del Pinatar                                                               | Stati Uniti under 23                                                                | 1 – 1                                                                               | Iraq under 23                                                                       | Amichevole                                                                          | -                                                                                   | 61’                                                                                 |
| 21-11-2023                                                                          | San Pedro del Pinatar                                                               | Marocco under 23                                                                    | 1 – 0                                                                               | Stati Uniti under 23                                                                | Amichevole                                                                          | -                                                                                   | 62’                                                                                 |
| 22-3-2024                                                                           | Montbéliard                                                                         | Stati Uniti under 23                                                                | 3 – 0                                                                               | Guinea under 23                                                                     | Amichevole                                                                          | -                                                                                   | 63’                                                                                 |
| 25-3-2024                                                                           | Montbéliard                                                                         | Francia under 23                                                                    | 2 – 2                                                                               | Stati Uniti under 23                                                                | Amichevole                                                                          | -                                                                                   | 74’                                                                                 |
| Totale                                                                              |                                                                                     | Presenze                                                                            | 6                                                                                   |                                                                                     | Reti                                                                                | 0                                                                                   |                                                                                     |

| Cronologia completa delle presenze e delle reti in nazionale ― Stati Uniti under 20 | Cronologia completa delle presenze e delle reti in nazionale ― Stati Uniti under 20 | Cronologia completa delle presenze e delle reti in nazionale ― Stati Uniti under 20 | Cronologia completa delle presenze e delle reti in nazionale ― Stati Uniti under 20 | Cronologia completa delle presenze e delle reti in nazionale ― Stati Uniti under 20 | Cronologia completa delle presenze e delle reti in nazionale ― Stati Uniti under 20 | Cronologia completa delle presenze e delle reti in nazionale ― Stati Uniti under 20 | Cronologia completa delle presenze e delle reti in nazionale ― Stati Uniti under 20 |
| Data                                                                                | Città                                                                               | In casa                                                                             | Risultato                                                                           | Ospiti                                                                              | Competizione                                                                        | Reti                                                                                | Note                                                                                |
| ----------------------------------------------------------------------------------- | ----------------------------------------------------------------------------------- | ----------------------------------------------------------------------------------- | ----------------------------------------------------------------------------------- | ----------------------------------------------------------------------------------- | ----------------------------------------------------------------------------------- | ----------------------------------------------------------------------------------- | ----------------------------------------------------------------------------------- |
| 11-11-2021                                                                          | Celaya                                                                              | Stati Uniti under 20                                                                | 0 – 4                                                                               | Brasile under 20                                                                    | Amichevole                                                                          | -                                                                                   |                                                                                     |
| 13-11-2021                                                                          | Celaya                                                                              | Colombia under 20                                                                   | 1 – 1                                                                               | Stati Uniti under 20                                                                | Amichevole                                                                          | -                                                                                   | 62’                                                                                 |
| 26-3-2022                                                                           | Ezeiza                                                                              | Argentina under 20                                                                  | 2 – 2                                                                               | Stati Uniti under 20                                                                | Amichevole                                                                          | -                                                                                   |                                                                                     |
| 18-6-2022                                                                           | Tegucigalpa                                                                         | Stati Uniti under 20                                                                | 10 – 0                                                                              | Saint Kitts e Nevis under 20                                                        | Campionato nordamericano di calcio Under-20 2022 - 1º turno                         | -                                                                                   | 60’                                                                                 |
| 20-6-2022                                                                           | Tegucigalpa                                                                         | Canada under 20                                                                     | 2 – 2                                                                               | Stati Uniti under 20                                                                | Campionato nordamericano di calcio Under-20 2022 - 1º turno                         | 1                                                                                   | 85’                                                                                 |
| 22-6-2022                                                                           | Tegucigalpa                                                                         | Stati Uniti under 20                                                                | 3 – 0                                                                               | Cuba under 20                                                                       | Campionato nordamericano di calcio Under-20 2022 - 1º turno                         | -                                                                                   | 72’ 75’                                                                             |
| 25-6-2022                                                                           | Tegucigalpa                                                                         | Stati Uniti under 20                                                                | 5 – 0                                                                               | Nicaragua under 20                                                                  | Campionato nordamericano di calcio Under-20 2022 - Ottavi di finale                 | -                                                                                   | 67’                                                                                 |
| 28-6-2022                                                                           | San Pedro Sula                                                                      | Stati Uniti under 20                                                                | 2 – 0                                                                               | Costa Rica under 20                                                                 | Campionato nordamericano di calcio Under-20 2022 - Quarti di finale                 | -                                                                                   | 63’                                                                                 |
| 1-7-2022                                                                            | San Pedro Sula                                                                      | Stati Uniti under 20                                                                | 3 – 0                                                                               | Honduras under 20                                                                   | Campionato nordamericano di calcio Under-20 2022 - Semifinale                       | -                                                                                   | 62’                                                                                 |
| 3-7-2022                                                                            | San Pedro Sula                                                                      | Stati Uniti under 20                                                                | 6 – 0                                                                               | Rep. Dominicana under 20                                                            | Campionato nordamericano di calcio Under-20 2022 - Finale                           | 1                                                                                   | 46’                                                                                 |
| 21-9-2022                                                                           | Città del Messico                                                                   | Stati Uniti under 20                                                                | 3 – 1                                                                               | Perù under 20                                                                       | Amichevole                                                                          | -                                                                                   | 62’                                                                                 |
| 22-3-2023                                                                           | Marbella                                                                            | Stati Uniti under 20                                                                | 0 – 4                                                                               | Francia under 20                                                                    | Amichevole                                                                          | -                                                                                   | 68’                                                                                 |
| 25-3-2023                                                                           | Marbella                                                                            | Stati Uniti under 20                                                                | 2 – 4                                                                               | Inghilterra under 20                                                                | Amichevole                                                                          | -                                                                                   |                                                                                     |
| 28-3-2023                                                                           | Marbella                                                                            | Serbia under 20                                                                     | 0 – 0                                                                               | Stati Uniti under 20                                                                | Amichevole                                                                          | -                                                                                   |                                                                                     |
| 20-5-2023                                                                           | San Juan                                                                            | Stati Uniti under 20                                                                | 1 – 0                                                                               | Ecuador under 20                                                                    | Mondiali Under-20 2023 - 1º turno                                                   | -                                                                                   |                                                                                     |
| 23-5-2023                                                                           | San Juan                                                                            | Stati Uniti under 20                                                                | 3 – 0                                                                               | Figi under 20                                                                       | Mondiali Under-20 2023 - 1º turno                                                   | -                                                                                   | 38’                                                                                 |
| 26-5-2023                                                                           | San Juan                                                                            | Slovacchia under 20                                                                 | 0 – 2                                                                               | Stati Uniti under 20                                                                | Mondiali Under-20 2023 - 1º turno                                                   | -                                                                                   | 67’                                                                                 |
| 30-5-2023                                                                           | Mendoza                                                                             | Stati Uniti under 20                                                                | 4 – 0                                                                               | Nuova Zelanda under 20                                                              | Mondiali Under-20 2023 - Ottavi di finale                                           | -                                                                                   | 71’                                                                                 |
| 4-6-2023                                                                            | Santiago del Estero                                                                 | Stati Uniti under 20                                                                | 0 – 2                                                                               | Uruguay under 20                                                                    | Mondiali Under-20 2023 - Quarti di finale                                           | -                                                                                   |                                                                                     |
| Totale                                                                              |                                                                                     | Presenze                                                                            | 19                                                                                  |                                                                                     | Reti                                                                                | 2                                                                                   |                                                                                     |

## Palmarès

### Nazionale

#### Nazionali giovanili
- Campionato nordamericano di calcio Under-20: 1

Honduras 2022